# آكلات الأصباغ
آكلات الأصباغ (الاسم العلمي: Pigmentiphaga) هي جنس من البكتيريا، سلبية الغرام، تتبع فصيلة المقليات.